# Ivan Cotroneo

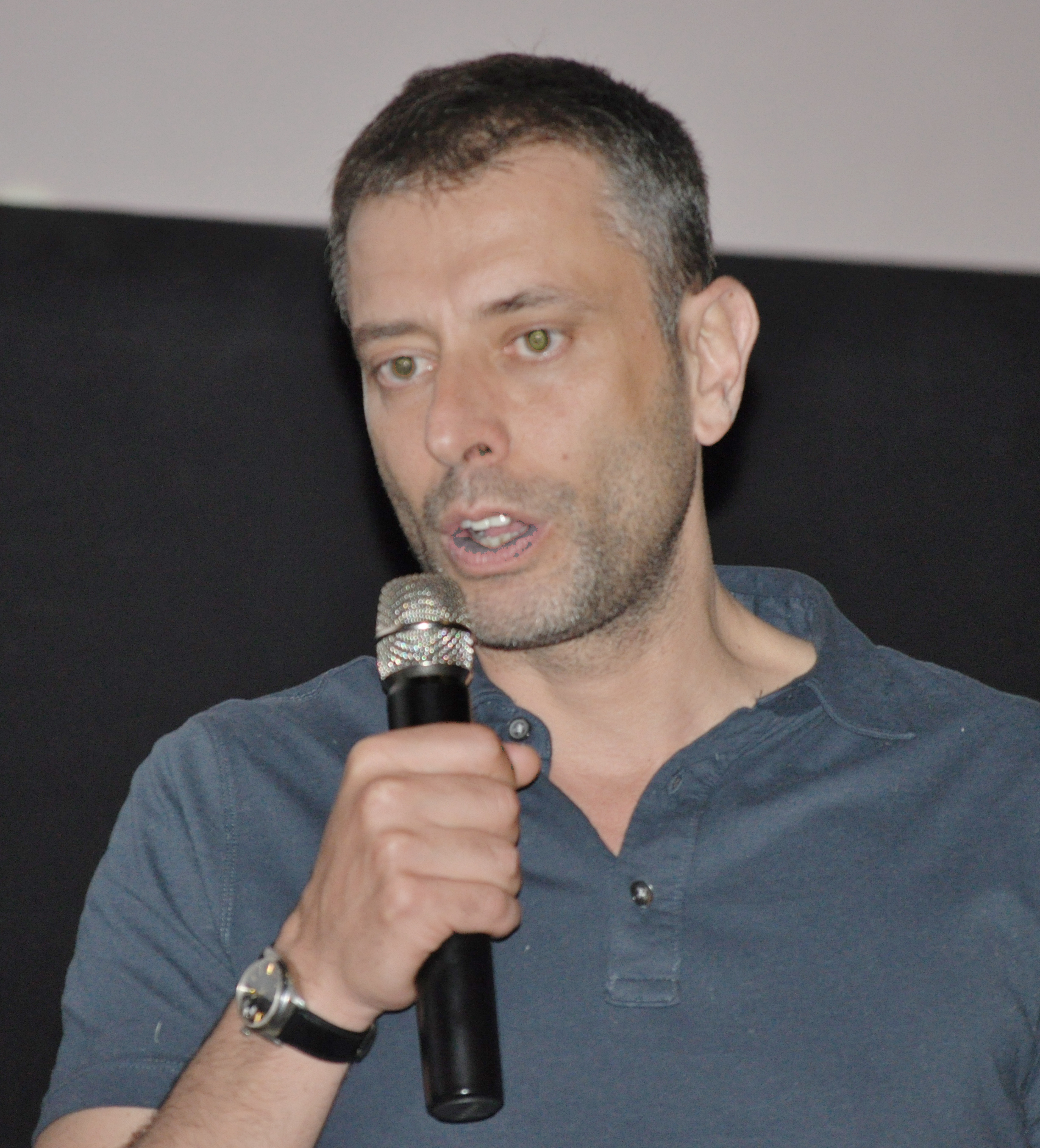
Ivan Cotroneo en un acto del Festival Internacional de Cine de Seattle (2012), donde presentó su primera película como director, Kryptonite, basada en su novela Kriptonita en el bolso. Foto de Joe Mabel.

Ivan Cotroneo (Nápoles, 21 de febrero de 1968) es un guionista, director de cine, traductor y escritor italiano.

## Estudios
Tras abandonar la carrera de Derecho en 1990, se trasladó a Roma a estudiar guion en el Centro Sperimentale di Cinematografia de Roma, centro en el que se diplomó en el año 1992. 

## Trayectoria profesional
Sus primeros pasos en el cine los hizo de la mano del director cinematográfico Pappi Corsicato, para quien Cotroneo escribió el episodio La stirpe di Iana (incluido en la película colectiva I vesuviani) y el guion del largometraje Chimera.
En 1999 publicó en la editorial italiana Bompiani una antología de citas titulada Il piccolo libro della rabbia. El mismo año colaboró en la realización de varios guiones como In principio erano le mutande de Anna Negri, y Paz!, junto a Renato de Maria y Francesco Piccolo, llevando así a la gran pantalla los famosos personajes creados por Andrea Pazienza. Ya en el año 2003, además de continuar colaborando en la producción de guiones, publica su primera novela, Il re del mondo, y en el 2005 publica su famosa novela Cronaca di un disamore.
Cotroneo ha trabajado como guionista para diversas producciones televisivas italianas como Un posto tranquillo y Raccontami una storia. Así mismo, también se ha ocupado de las adaptaciones al italiano de las obras teatrales Closer, de Patrick Merber, y Las reglas de la atracción, de Bret Easton Ellis, ambas dirigidas por Luca Guadagnino.
En el año 2007 colaboró con la escritura del guion de Piano, solo, adaptación cinematográfica de un libro de Walter Veltroni. Ese mismo año publicó su tercera novela, Kriptonita en el bolso

## Traducciones
Ivan Cotroneo es también el traductor oficial en Italia de las obras de Hanif Kureishi y de Michael Cunningham. Además, entre otras muchas cosas, también se dedica a coordinar un taller de guion en el Dams III università di Roma, y colabora con las revistas Rolling Stone y Max entre otras.

## Premios
Por sus guiones ha sido condecorado con distintos premios como el Premio Solinas (por Cosa c'entra con l'amore), el Moravia, el Saint Vincent-cinema in diretta y ha recibido una mención especial en el Premio Girasoli-Cesare Zavattini.
Por su relato Prova Scritta ganó el Premio Internazionale Merano Europa.

## Obras literarias
- Il piccolo libro della rabbia ("El pequeño libro de la rabia"), 1999,
- Il re del mondo ("El rey del mundo"), 2003, Bompiani
- Cronaca di un disamore ("Crónica de un desamor"), 2005, Bompiani
- La Kryptonite nella borsa (Kryptonita en el bolso)2007, Bompiani. 2010, Libros del Silencio (edición en español)